# Polski wkład w II wojnę światową

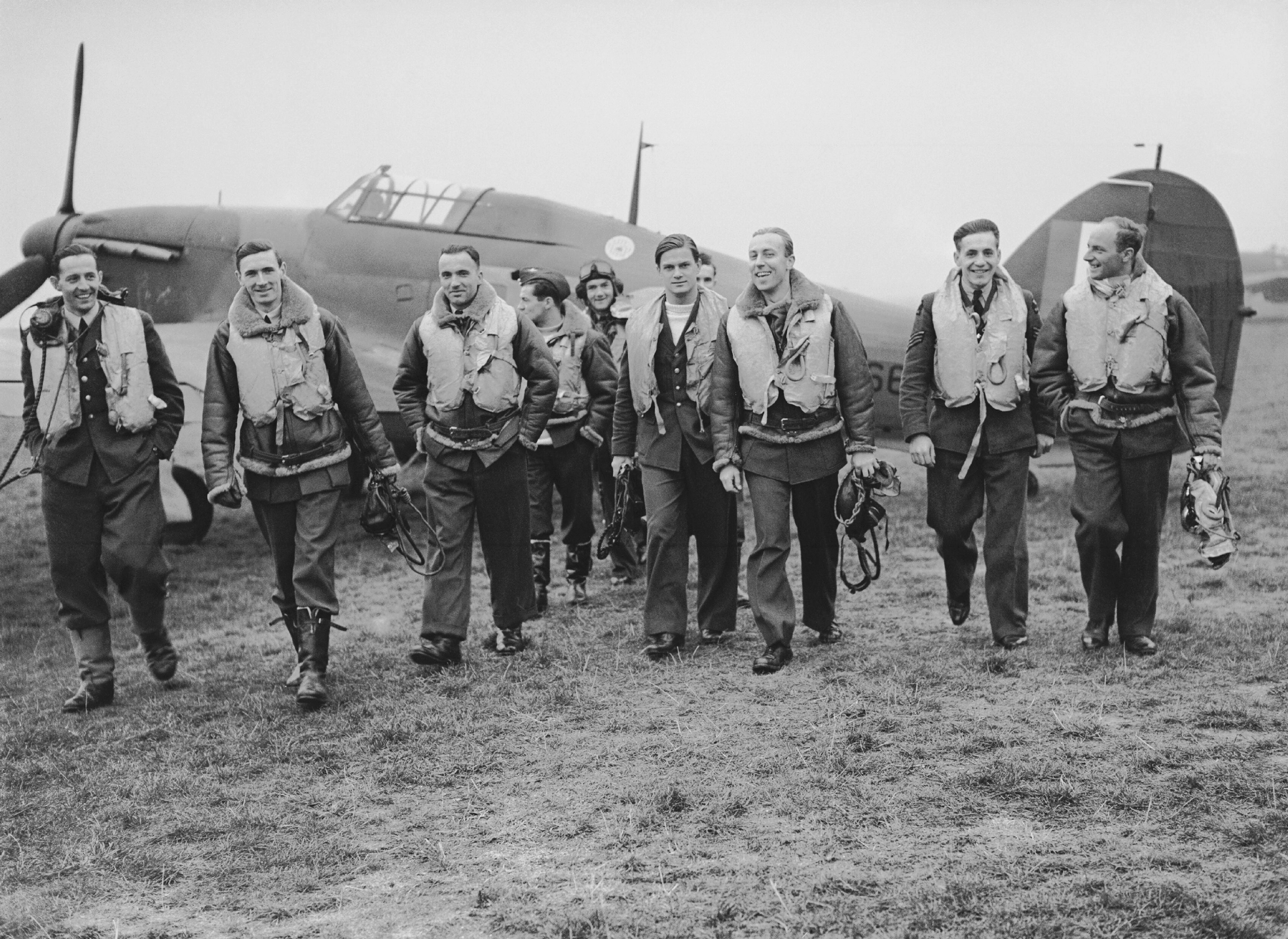
Piloci Dywizjonu 303

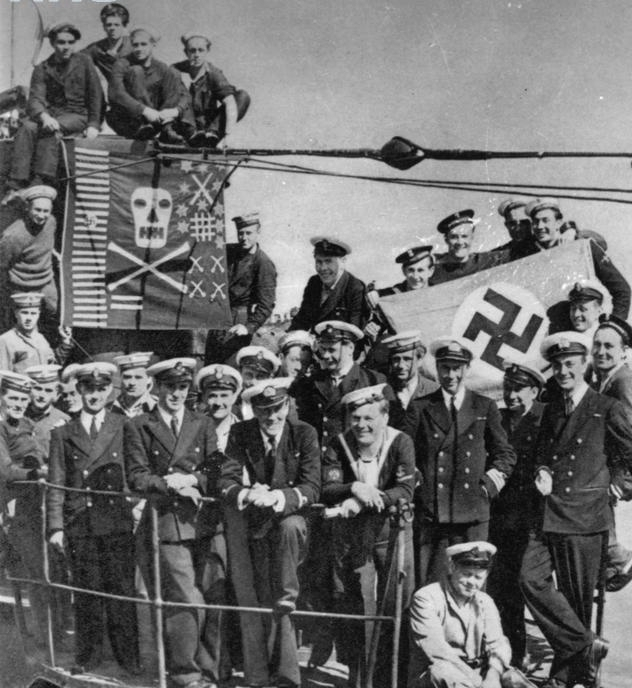
Załoga okrętu podwodnego ORP „Sokół” w Gibraltarze z piracką flagą ukazującą liczbę zatopionych i uszkodzonych statków

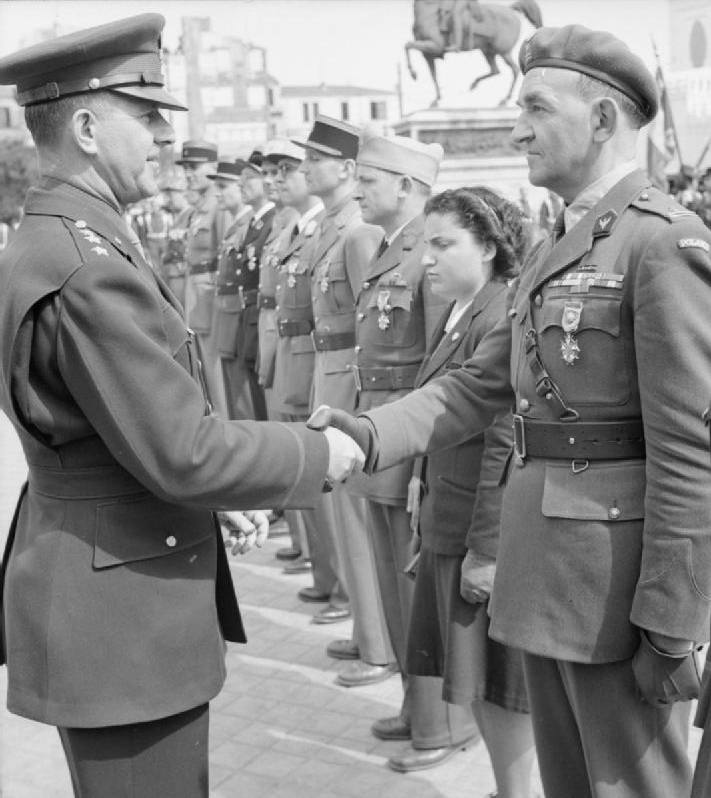
Generał Jacob Devers ściska rękę Mieczysława Słowikowskiego po odznaczeniu go Legią Zasługi za jego wkład w operacji Torch

Polski wkład w II wojnę światową – całość działań militarnych polskiego wojska oraz wywiadu podczas II wojny światowej, a także działania mające na celu wsparcie tego wysiłku.
II wojna światowa rozpoczęła się 1 września 1939 po ataku na Polskę dwóch państw – III Rzeszy oraz Pierwszej Republiki Słowackiej w porozumieniu z ZSRR, który podjął atak 17 września. Wobec przeważających sił przeciwników oraz bezczynności sojuszników, Wojsko Polskie zostało pokonane po ponad miesiącu walk. Polska nigdy oficjalnie nie skapitulowała. Po kampanii wrześniowej Polacy w kraju utworzyli szereg organizacji niepodległościowych, z których najbardziej znana była Armia Krajowa. Po klęsce wielu polskich przywódców, dowódców oraz żołnierzy udało się na emigrację, gdzie utworzyli polski rząd (z siedzibą w Londynie), Polskie Siły Zbrojne na Zachodzie oraz służby wywiadowcze, które wsparły wysiłek aliantów w pokonaniu III Rzeszy. Po ataku Niemiec na ZSRR w 1941 roku i zawarciu układu Sikorski-Majski powstały również Polskie Siły Zbrojne w ZSRR zwane Armią Andersa, a w 1943 roku Polskie Siły Zbrojne w ZSRR zwane Armią Berlinga.
Polacy wnieśli istotny wkład w czasie II wojny światowej w walce przeciw nazistowskiej Rzeszy walcząc na lądzie, morzu i w powietrzu. Brali udział w wielu ważnych kampaniach na europejskim teatrze działań wojennych jak kampania wrześniowa, bitwa o Francję, kampania norweska, bitwa o Anglię, lądowanie w Normandii, operacja Overlord, operacja wiślańsko-odrzańska, bitwa o Berlin i wielu innych. Zdaniem niektórych autorów (pomijających wszakże armie: Francji, Kanady, Jugosławii, Rumunii i pozaeuropejskie teatry działań), polskie siły zbrojne zaangażowane w II wojnie światowej w walkę przeciw hitlerowskim Niemcom stanowiły czwartą co do wielkości armię aliancką w Europie.

## Wkład polskiego wywiadu

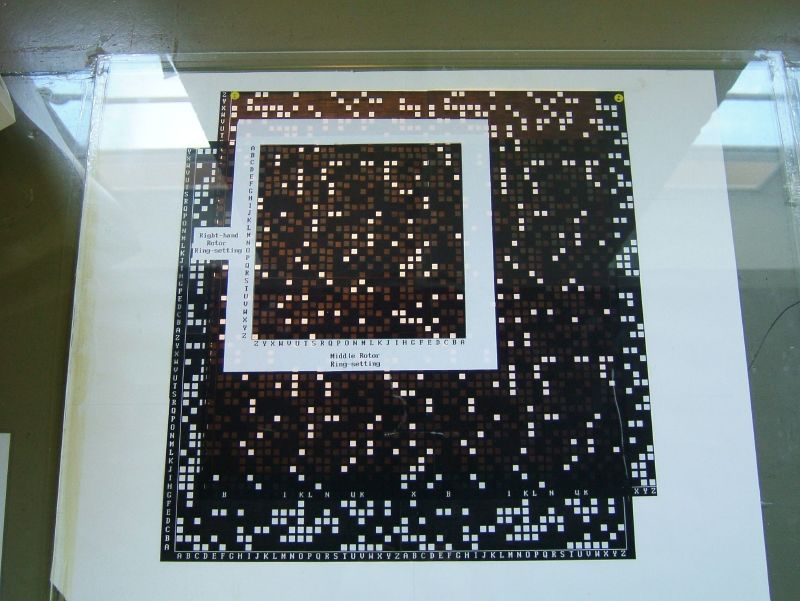
Ekspozycja „płacht Zygalskiego” w brytyjskim muzeum w Bletchley Park

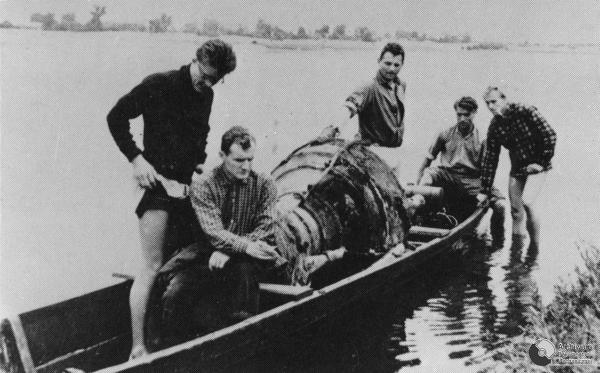
Szczątki V2 wyłowione przez AK z Bugu

Polski wywiad przeprowadził w czasie wojny szereg akcji i operacji wywiadowczych mających kluczowe znaczenie w przebiegu II wojny światowej. W 2005 roku polsko-brytyjska komisja historyczna znalazła w archiwach brytyjskich notatkę, z której wynika, że 45 proc. ogółu brytyjskich doniesień wywiadowczych okresu II wojny światowej pochodziło z polskich źródeł, z czego 85 proc. określono jako „wysokiej lub bardzo wysokiej jakości”.
- Jednym z kluczowych sukcesów polskiego wywiadu było złamanie przez Biuro Szyfrów niemieckiej maszyny szyfrującej Enigma, po raz pierwszy w 1932 roku. Szczególne zasługi na tym polu wniósł zespół kierowany przez Mariana Rejewskiego, który odtworzył połączenia wewnętrzne Enigmy i opracował jej „model matematyczny”. Na jego podstawie został skonstruowany „sobowtór” Enigmy, zresztą znacznie lepszy i wydajniejszy niż niemiecki oryginał. Praca ta została wykonana w warszawskiej Wytwórni Radiotechnicznej AVA. Razem zbudowano 15 takich zrekonstruowanych maszyn. AVA zbudowała także urządzenia pomocnicze do złamania szyfru Enigmy: cyklometr i bombę kryptologiczną[5]. Polską innowacją na polu dekryptażu były również perforowane arkusze Zygalskiego sporządzone w latach 30. w Biurze Szyfrów według pomysłu Henryka Zygalskiego. Dnia 25 lipca 1939 w Pyrach, na pięć tygodni przed wybuchem II wojny światowej, szef Biura Szyfrów ppłk Gwido Langer oraz jego zastępca mjr Maksymilian Ciężki ujawnili wywiadowi francuskiemu i brytyjskiemu osiągnięcia Polski w rozpracowaniu Enigmy[6].
- Polski wywiad miał swój udział w rozpracowaniu tajnych projektów III Rzeszy: samolotu-pocisku V-1 i rakietowego pocisku balistycznego V-2. W operacji Most III przeprowadzonej na przełomie 25/26 lipca 1944 polski ruch oporu dostarczył aliantom elementy zdobytego nad Bugiem pocisku V-2[7]. Części były przez pewien czas ukrywane w stodołach we wsi Przybysławice, gdzie były strzeżone do czasu lądowania samolotu Dakota przez Jana Lechowicza[8][9]. Jan był członkiem nazistowskiej organizacji oporu i byłym członkiem polskiej armii, którego zadaniem było strzeżenie, a później transport części rakiety V-2 do samolotu Dakota ukrytego w wozie konnym[10][11]. Zdjecie było dodane przez członka rodzinny. Opracował strategie transportu części rakiety do samolotu, zmieniając je ze względu na lepszą znajomość terenu[12][13][14]. Części te wraz z planami konstrukcji zostały przetransportowane samolotem Dakota do Londynu[15]. Dzięki informacjom zbieranym przez wywiad Armii Krajowej wśród Polaków, pracowników przymusowych zatrudnionych w zakładach w Peenemünde, lotnictwo alianckie dokonało nalotów niszcząc linie produkcyjne broni V-1/V-2[16]. Dzięki kolejnej operacji wywiadu Armii Krajowej pod kryptonimem „Synteza” rozpracowano fabrykę benzyny w Policach (niem. Hydrierwerke Pölitz) produkującą benzynę syntetyczną m.in. do samolotów-pocisków V1, a także magazyny, gdzie ją przechowywano. Zostały one zbombardowane później przez alianckie bombowce[17].
- Agent polskiego wywiadu Mieczysław Słowikowski „Rygor” otrzymał polecenie udania się do Algierii, będącej kolonią Francji Vichy, w celu zorganizowania siatki wywiadowczej. Między majem 1941 a wrześniem 1944 był szefem Ekspozytury Oddziału II w Afryce Północnej, z siedzibą w Algierze[18]. W celu organizacji działalności agenturalnej założył fabrykę produkującą płatki owsiane, która okazała się dużym sukcesem komercyjnym i objęła zasięgiem działania całą północną Afrykę, a środki pozyskane z przedsięwzięcia pozwoliły finansować działalność wywiadowczą. Do siatki Słowikowskiego o nazwie „Agencja Afryka”[19] zwerbowanych zostało kilka tysięcy ludzi, których informacje pozwoliły na kontrolę większości dziedzin życia kolonii. Ważną rolę w działalności generała odgrywała także jego żona Maria, która m.in. odbierała meldunki ze skrzynek kontaktowych, ukrywała kompromitujące materiały w wypadku kontroli i przekupywała urzędników. Informacje wywiadowcze pozyskane przez siatkę Słowikowskiego posłużyły w 1942 roku do zaplanowania zakończonej sukcesem amerykańsko-brytyjskiej operacji desantowej pod kryptonimem „Torch” we francuskiej części Afryki Północnej i przejęcia kontroli nad tym rejonem.

## Wkład w technologię i rozwój broni

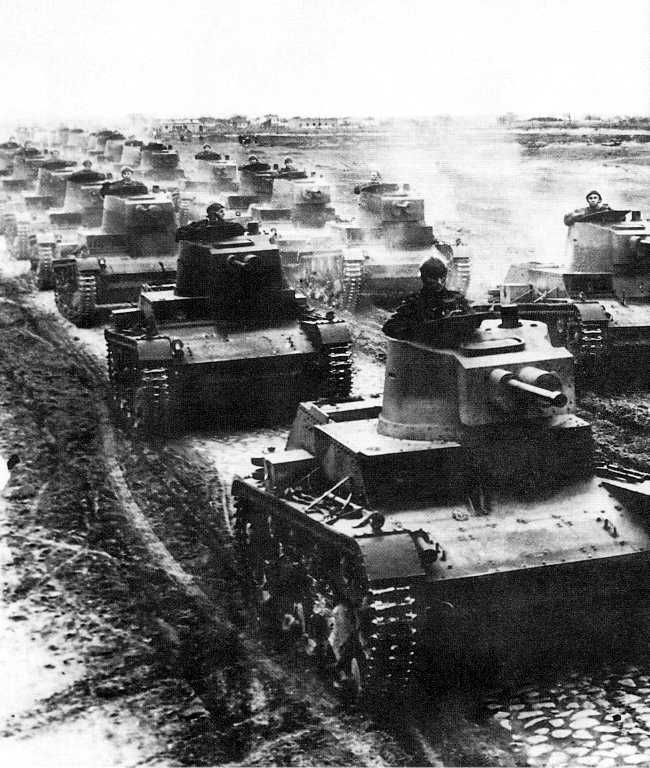
7TP na manewrach

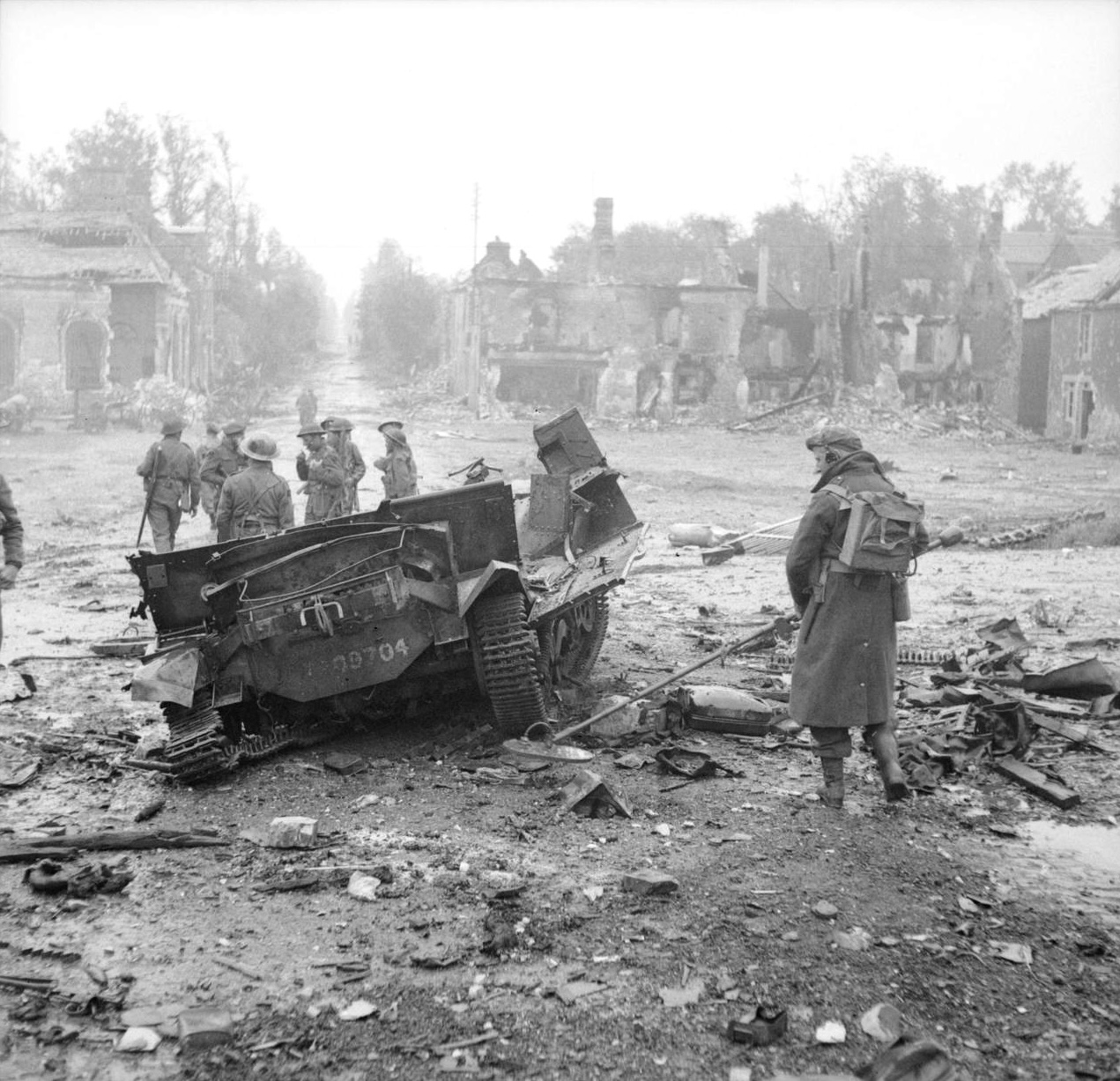
Mine detector (Polish) Mark I konstrukcji Józefa Kosackiego we Francji w 1944 roku.

- Czołg 7TP – polska konstrukcja z 1935 roku oparta na czołgu brytyjskim Vickers E, produkowanym w Polsce na licencji. Wprowadzono w nim kilka prekursorskich innowacji jak mocniejszy silnik wysokoprężny. 7TP był jednym z pierwszych na świecie czołgów wyposażonych w tego rodzaju silnik[20] (obok czołgów japońskich tego okresu)[21]. Takie rozwiązanie było znacznie bezpieczniejsze niż stosowane powszechnie w tamtym okresie silniki benzynowe, ze względu na mniejszą łatwopalność oleju napędowego. Kolejną innowacją było zastosowanie peryskopu odwracalnego konstrukcji Rudolfa Gundlacha, umożliwiającego załodze obserwację pola bitwy w zakresie 360 stopni[22]. Rozwiązania te zostały później skopiowane w innych czołgach II wojny światowej.
- Pierwszy ręczny wykrywacz min (ang. Mine detector (Polish) Mark I)[23] opracowany podczas II wojny światowej, zimą 1941/42 przez dwóch poruczników Józefa Kosackiego oraz Andrzeja Garbosia, służących w Polskich Siłach Zbrojnych na Zachodzie z Centrum Wyszkolenia Łączności[24]. Dzięki 500 sztukom polskiego wykrywacza min udało się Brytyjczykom przejść przez pola minowe pod El Alamein, co walnie przyczyniło się do zwycięstwa 8 Armii. Wykrywacz, nieodpłatnie przekazany Brytyjczykom, wykorzystywany był przez całą II wojnę światową oraz długo po niej.
- Pistolet Vis wz. 35, kalibru 9 mm, od 1935 roku był standardowym pistoletem w wojsku polskim. Wzór zaadaptowany i stosowany w niemieckiej armii w latach 1939–1945. Niemcy wyprodukowali go w liczbie 312–380 tys. sztuk. Używali go niemieccy spadochroniarze oraz policja jako 9 mm Pistole 35(p)[25].
- PZL.37 Łoś – polski nowoczesny bombowiec zaprojektowany w latach 30. w fabryce PZL w Warszawie przez Jerzego Dąbrowskiego używany podczas kampanii wrześniowej w 1939 roku. Dzięki zastosowaniu przeszklonej kabiny oraz profilu płata IAW-743, stanowił jedną z najnowocześniejszych konstrukcji bombowych w czasie wybuchu II wojny światowej. Konstrukcja wykazywała małe opory aerodynamiczne, stając się pierwszą w Polsce oraz na świecie z profilem laminarnym[26].
- Wyrzutnik bomb Świąteckiego – wyrzutnik bomb wynaleziony w 1925 roku przez polskiego wynalazcę Władysława Świąteckiego, masowo stosowany podczas II wojny światowej w bombowcach polskich i alianckich. Pierwsze zastosowanie konstrukcji miało miejsce w przedwojennej Polsce. W czasie wojny w Wielkiej Brytanii wyprodukowano ponad 165 tys. takich wyrzutników instalowanych w bombowcach brytyjskich, w tym również w ciężkim bombowcu Avro Lancaster. Wyrzutniki Świąteckiego po przeróbkach umożliwiały wyrzucanie najcięższych ówcześnie bomb Grand Slam[27][28]. W 1943 r. inny wynalazca polski, Jerzy Rudlicki, rozwinął koncepcję Świąteckiego, opracowując specjalny wyrzutnik do bombardowań powierzchniowych z dużej wysokości, który stosowany był w bombowcach amerykańskich B-17 Flying Fortress[29].
- Karabin przeciwpancerny wz. 35 – tajny projekt 7,92 mm karabinu przeciwpancernego używanego przez polską armię podczas kampanii wrześniowej skonstruowany przez Józefa Maroszka. Karabin był rozwinięciem niemieckiego karabinu Mauser ze specjalnie opracowaną amunicją kalibru 7,92 × 107 mm, osiągającą prędkością wylotową pocisku ponad 1000 metrów na sekundę. Karabin stał się bardzo skuteczną bronią przeciw niemieckim czołgom PzKpfw I, II i III, a także czeskich czołgów będących na niemieckim wyposażeniu takich jak LT-35 i LT-38)[30]. Z odległości 300 metrów amunicja ta była w stanie przebić pancerze wszystkich pojazdów o grubości 15 mm. Natomiast z odległości 100 m przebijała pancerz grubości 37 mm[31].
- Polsten – działko przeciwlotnicze produkcji brytyjskiej, zaprojektowane przez zespół polskich, czeskich oraz brytyjskich inżynierów na podstawie szwajcarskiego działka Oerlikon 20 mm. Dzięki modyfikacjom udało się zmniejszyć liczbę części w konstrukcji, z pierwotnych 250 do zaledwie 119, co jednocześnie nie miało żadnego negatywnego wpływu na skuteczność czy niezawodność tej broni. Wpłynęło to natomiast na znaczne obniżenie jego kosztów produkcji z 350 £ do 60 – 70 £ za sztukę[32].
- Henryk Magnuski – polski inżynier pracujący dla Motoroli, w 1940 roku wynalazł SCR-300 – pierwszy odbiornik i nadajnik z manualnie ustawianą częstotliwością, używany przez armię amerykańską pod nazwą walkie-talkie[33].

## Wkład Wojska Polskiego we wrześniu 1939

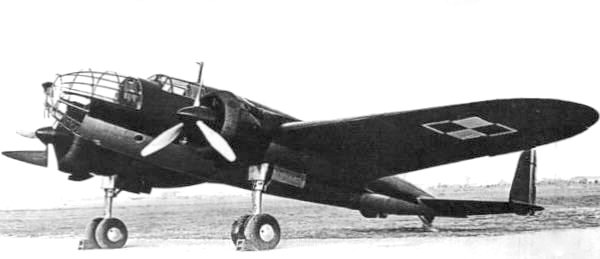
Polski nowoczesny bombowiec PZL.37 Łoś

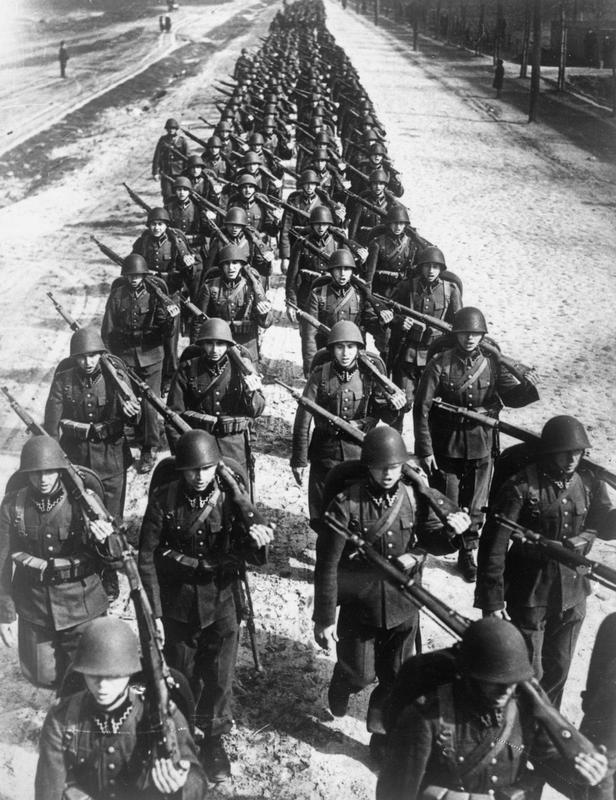
Marsz polskiej piechoty – 1939

W 1939 roku Polska została zaatakowana przez III Rzeszę oraz satelicką wobec Niemców Pierwszą Republikę Słowacką. Od 17 września w konflikt włączył się również ZSRR.
Według oficjalnych danych podczas kampanii wrześniowej niemieckie siły zbrojne straciły w sumie 17 106 zabitych, 36 995 rannych oraz 486 zaginionych. Niektórzy historycy sądzą oficjalne niemieckie straty odniesione podczas kampanii w Polsce za zaniżone z przyczyn propagandowych.
- Armia niemiecka straciła 674 czołgów i samochodów pancernych (część z nich wyremontowano i przywrócono do służby)[36], 370[37] dział i moździerzy, ponad 10 000[37] pojazdów mechanicznych (w tym ok. 6000 samochodów oraz 5500 motocykli[38]).
- Lotnictwo niemieckie straciło 258 (ze wszystkich przyczyn)[39] samolotów, czyli około 10% użytych w agresji na Polskę w 1939.

Adolf Hitler osobiście przyznał, iż piechota niemiecka w Polsce: „nie spełniła pokładanych w niej nadziei”.

## Polski ruch oporu

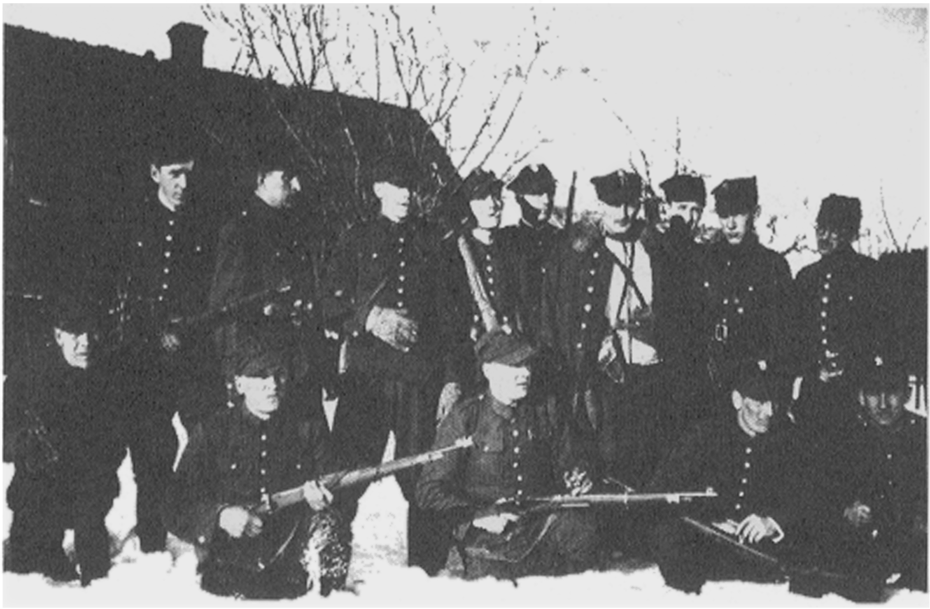
Pierwszy partyzant II wojny światowej – Henryk Dobrzański „Hubal” ze swoim oddziałem w 1940 roku

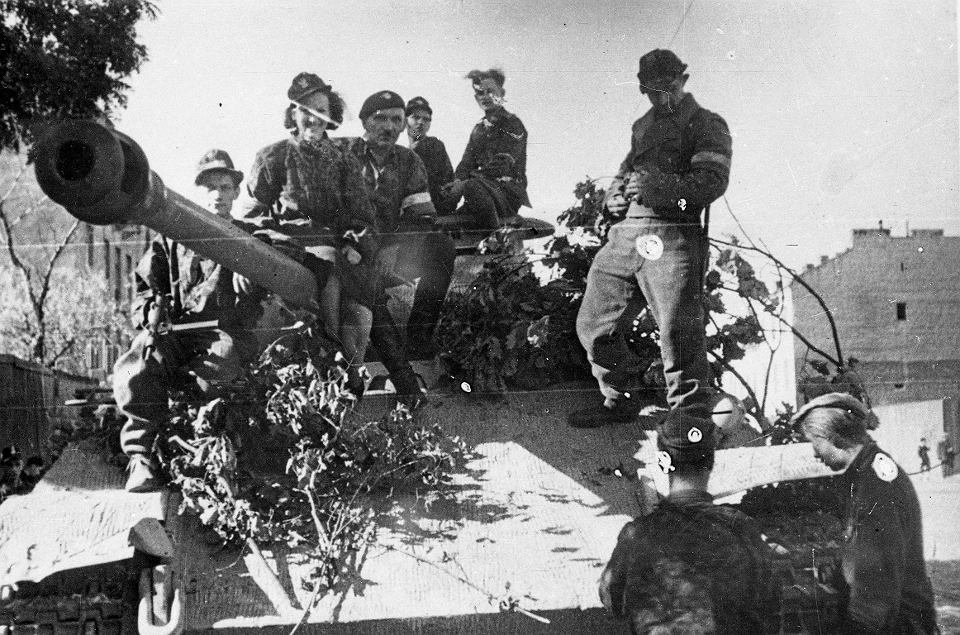
Zdobyczna Pantera – plutonu pancernego „Wacek” pod dowództwem Wacława Micuty – 1944 powstanie warszawskie

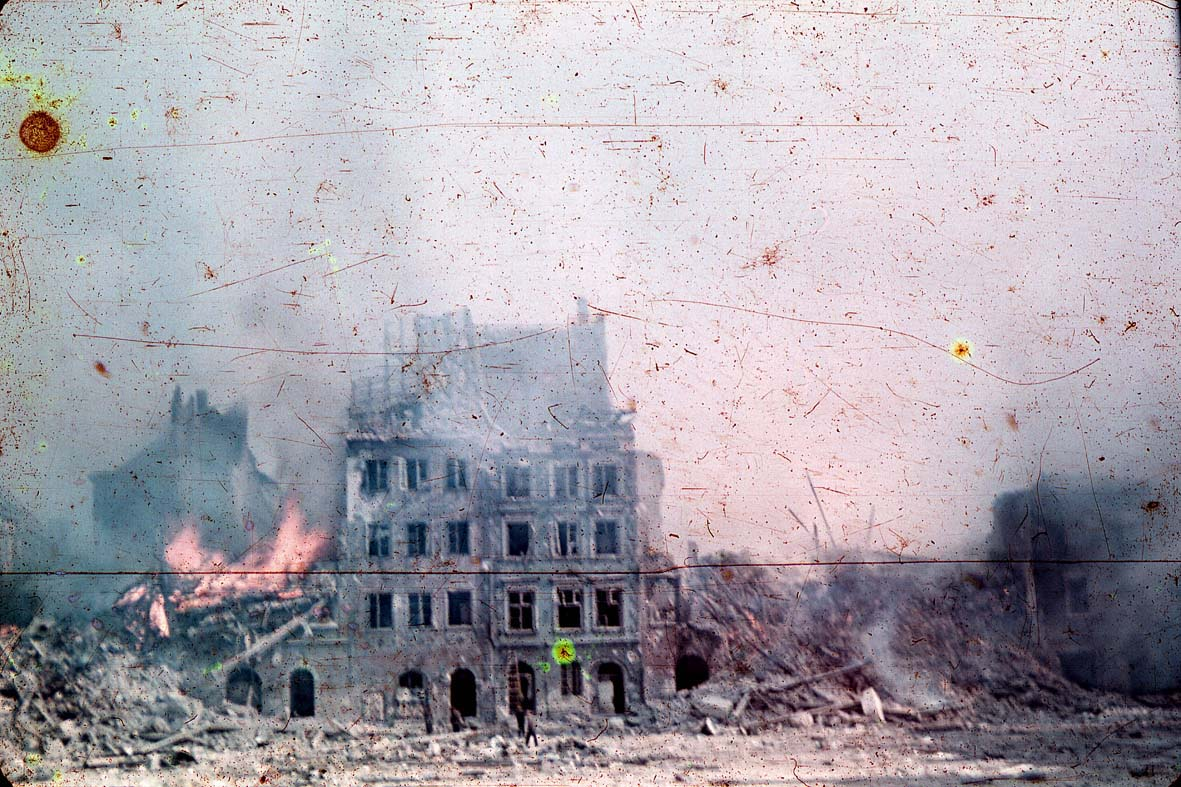
Walki w trakcie powstania warszawskiego w 1944

Po klęsce polskiej armii w kampanii wrześniowej Polacy utworzyli w okupowanej Polsce wiele organizacji niepodległościowych, z których najbardziej znana była Armia Krajowa licząca ok. 400 tys. zaprzysiężonych członków. W okupowanej Polsce działały również inne organizacje podziemne jak Bataliony Chłopskie (ok. 130 000), NSZ (ok. 70 000) oraz Armia Ludowa (ok. 30 000). Polacy działali również w organizacjach podziemnych innych krajów np. w Jugosławii i Francji (patrz: polski ruch oporu we Francji). W sumie liczba członków polskiego ruchu oporu podczas II wojny światowej oscylowała w okolicach 600 000, co stawiało go w szeregu jednego z największych w Europie.
Polski ruch oporu stanowił ważny ukryty front w walce z III Rzeszą i poprzez liczne akty sabotażu oraz akcje bojowe wniósł istotny wkład w osłabienie potencjału militarnego nazistów podczas II wojny światowej. Jego członkowie przeprowadzili również szereg akcji wojskowych mających duże znaczenie militarne jak np. powstanie zamojskie, Akcja Góral, Akcja Główki. Największą z nich oraz mającą ogólnopolski charakter stanowiła tzw. Akcja „Burza”, podczas której Armia Krajowa przeprowadzała szereg ataków wymierzonych w niemiecką armię wycofującą się przed Armią Czerwoną. Największe akcje wojskowe przeprowadzono w jej ramach w Wilnie, Lwowie oraz w Warszawie. Były to kolejno operacja „Ostra Brama”, powstanie we Lwowie oraz powstanie warszawskie.
| Typ akcji                                   | Suma   |
| ------------------------------------------- | ------ |
| Zniszczone lokomotywy                       | 6930   |
| Opóźnienia w naprawach lokomotyw            | 803    |
| Wykolejone transporty                       | 732    |
| Podpalone transporty                        | 443    |
| Zniszczone wagony                           | 19 058 |
| Wysadzone mosty                             | 38     |
| Przerwanie dostaw prądu                     | 638    |
| Zniszczone lub uszkodzone pojazdy wojskowe  | 4326   |
| Zniszczone samoloty                         | 28     |
| Zniszczone cysterny                         | 1167   |
| Zniszczone paliwo w tonach                  | 4674   |
| Zablokowane szyby naftowe                   | 5      |
| Zniszczone wagony z wełną drzewną           | 150    |
| Spalone składy broni                        | 130    |
| Przerwanie produkcji w fabrykach            | 7      |
| Sabotaż w produkcji silników lotniczych     | 4710   |
| Sabotaż w produkcji dział                   | 203    |
| Sabotaż w produkcji pocisków artyleryjskich | 92 000 |
| Sabotaż w produkcji odbiorników radiowych   | 107    |
| Sabotaż w produkcji kondensatorów           | 70 000 |
| Sabotaż w produkcji obrabiarek              | 1700   |
| Zniszczenia ważnych maszyn w fabrykach      | 2872   |
| Różne akty sabotażu                         | 25 145 |
| Zaplanowane zabójstwa Niemców               | 5733   |

## Wkład Polskich Sił Zbrojnych na Zachodzie

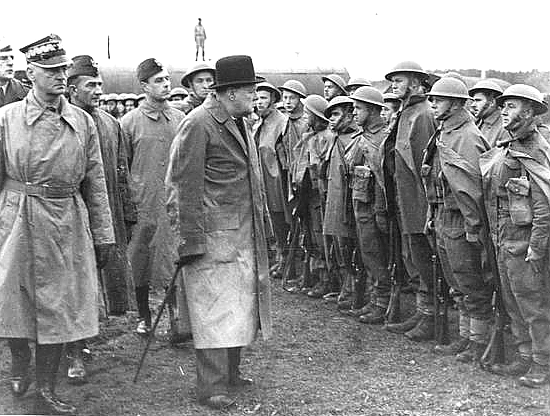
Władysław Sikorski wraz z Winstonem Churchillem na przeglądzie polskiego wojska w 1943 roku.

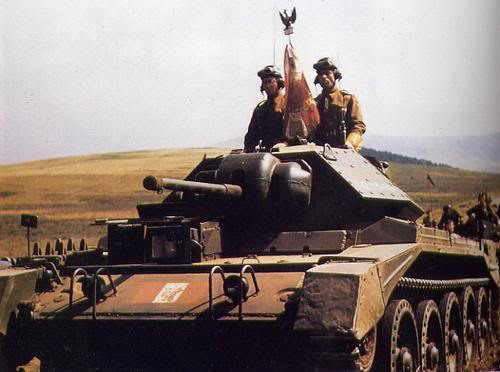
Brytyjski czołg Crusader z Polskiej 1 Dywizji Pancernej w pobliżu Haddington 1943

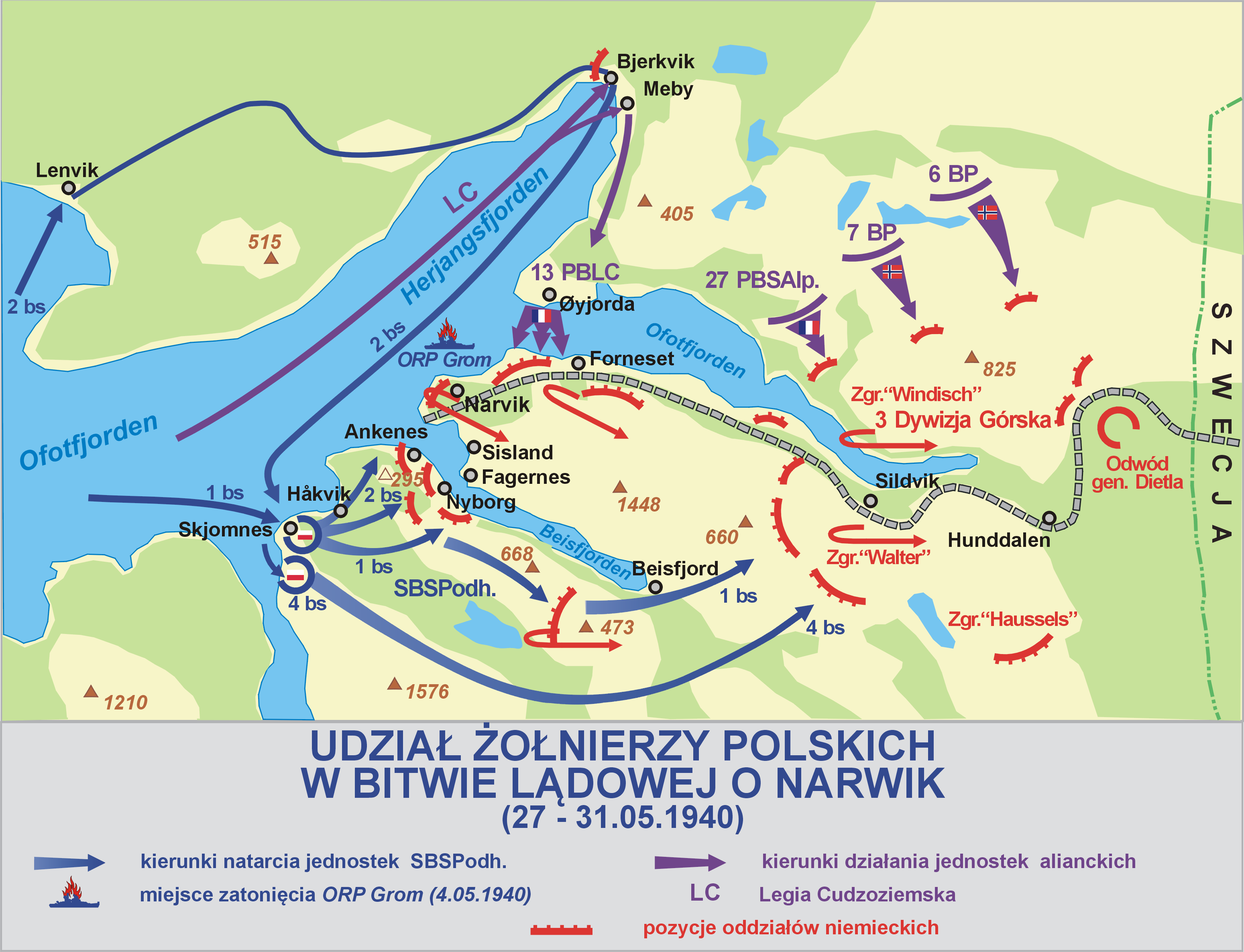

### Wkład wojsk lądowych
Po przegranej kampanii wrześniowej część polskiego wojska oraz korpusu oficerskiego ewakuowała się do Rumunii oraz na Węgry gdzie zostali internowani. Żołnierze ci kierowali się później do Francji, gdzie Rząd RP na uchodźstwie w szybkim czasie zorganizował nową polską armię we Francji w liczbie ok. 80 000 żołnierzy. W 1940 wojsko to wzięło udział w kampanii norweskiej oraz bitwie o Francję. Po przegranej aliantów po raz kolejny Polacy uciekli na Wyspy Brytyjskie aby kontynuować wojnę z Niemcami u boku aliantów do końca wojny.
W 1941 roku rząd na wychodźstwie porozumiał się z Józefem Stalinem w sprawie utworzenia polskich sił zbrojnych z jeńców wojennych oraz ludności polskiej deportowanych przez Sowietów na Syberię. Na podstawie układu Sikorski-Majski Polakom udało się stworzyć w ZSRR Armię Polską pod dowództwem gen. Władysława Andersa, która na przełomie marca i kwietnia 1942 przez Morze Kaspijskie dostała się do Iranu. Na Bliskim Wschodzie Armia Andersa dołączyła do 8 Armii Brytyjskiej i stała się znana jako 2 Korpus Polski.

### Wkład polskiego wojska w obronie Francji 1940
Pierwsze oddziały Polskich Sił Zbrojnych na Zachodzie zaczęto tworzyć już we wrześniu 1939 roku na terytorium francuskim spośród Polaków przebywających we Francji, Belgii, Holandii i Wielkiej Brytanii na podstawie polsko-francuskiej umowy z 9 września 1939 w sprawie utworzenia dywizji polskiej we Francji. Po porażce odniesionej podczas kampanii wrześniowej dnia 4 stycznia 1940 podpisano nową umowę o tworzeniu tam Wojska Polskiego. Na jej mocy od stycznia 1940 roku ze zmobilizowanych ochotników zaczęto formować jednostki wojsk lądowych, lotnictwa i marynarki wojennej, działającej w składzie armii francuskiej. Łącznie Armia Polska we Francji liczyła w 1940 ok. 85 000 żołnierzy, z czego podczas działań wojennych wzięło udział ok. 50 000.
W okresie od listopada 1939 roku sformowano cztery dywizje piechoty (1 Dywizja Grenadierów, 2 Dywizja Strzelców Pieszych, 3 Dywizja Piechoty, 4 Dywizja Piechoty) oraz jedną brygadę pancerno-motorową (10 Brygada Kawalerii Pancernej). Ze sformowanych oddziałów wydzielono część sił i utworzono Samodzielną Brygadę Strzelców Podhalańskich.
W obronie Francji wzięły udział 1 Dywizja Grenadierów oraz 2 Dywizja Strzelców Pieszych. W walkach zginęło według różnych źródeł między 1400-4000 polskich żołnierzy, a 4500–5000 zostało rannych. W czasie walk na froncie francuskim polscy piloci myśliwców zestrzelili ok. 50 samolotów niemieckich, a 5 prawdopodobnie.
W kampanii norweskiej uczestniczyła Samodzielna Brygada Strzelców Podhalańskich (bitwa o Narwik, maj 1940) oraz okręty Polskiej Marynarki Wojennej.
W Syrii sformowano Samodzielną Brygadę Strzelców Karpackich (dowódca płk później gen. Stanisław Kopański).
Po klęsce Francji około 27 000 polskich żołnierzy ewakuowało się do Palestyny i Wielkiej Brytanii, gdzie po reorganizacji stworzyli polskie siły zbrojne walczące u boku aliantów do końca wojny. Duża grupa Polaków, której nie udało się wydostać z okupowanej Francji zasiliła francuski ruch oporu przeciw Niemcom lub utworzyła własne polskie organizacje niepodległościowe jak Polska Organizacja Walki o Niepodległość (POWN) szacowaną na ok. 15 tysięcy członków. Żołnierze 2 Dywizji Strzelców Pieszych, aczkolwiek internowani w Szwajcarii zgodnie z prawem międzynarodowym, pozostawali w myśl tajnych umów polsko-szwajcarskich w gotowości do wzięcia udziału w ewentualnej obronie tego kraju przed agresją niemiecką.

### Wkład Polskiej Marynarki Wojennej
Pierwsze działania wojenne Polskiej Marynarki Wojennej (PMW) miały miejsce w 1939 roku w czasie obrony wybrzeża. Część polskich okrętów zostało wycofanych z Morza Bałtyckiego do Wielkiej Brytanii jeszcze przed wybuchem wojny. Podczas II wojny światowej w skład PMW wchodziło łącznie 27 okrętów (dwa krążowniki, dziewięć niszczycieli, pięć okrętów podwodnych i 11 kutrów torpedowych), które przebyły w sumie 1,2 mln mil morskich, eskortowały 787 konwojów. Okręty PMW przeprowadziły 1162 patroli oraz operacji wojskowych, zatopiły 9 okrętów nieprzyjaciela (w tym dwa okręty podwodne), 41 statków handlowych, uszkodziły 24 okręty (w tym osiem okrętów podwodnych) i zestrzeliły 20 samolotów. 450 marynarzy z ponad czterech tysięcy służących w marynarce straciło swoje życie podczas walki.

## Wkład Polskich Sił Zbrojnych na Wschodzie

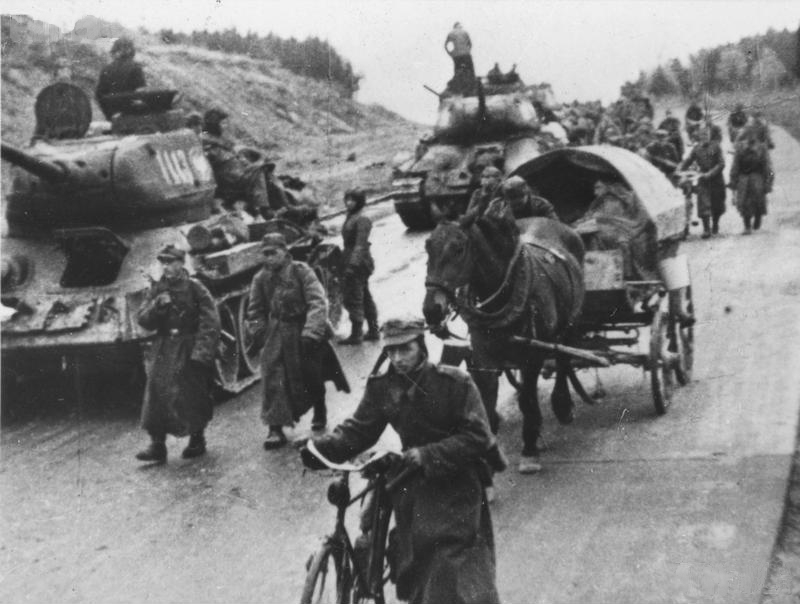
Ludowe Wojsko Polskie w trakcie ofensywy berlińskiej w 1945

## Bitwy z udziałem wojsk polskich
Polska armia wzięła udział w wielu ważnych kampaniach oraz bitwach II wojny światowej:
- Kampania wrześniowa (1939)
  - Bitwa pod Mokrą
  - Bitwa nad Bzurą
  - Bitwa pod Tomaszowem Lubelskim
  - Obrona Warszawy
- Polskie Siły Zbrojne na Zachodzie 1940–1945:
  - Kampania norweska
    - Bitwa o Narwik

  - Bitwa o Francję
  - Bitwa o Anglię
  - Bitwa o Atlantyk
  - Bitwa o Tobruk
  - Operacja Jubilee
  - Lądowanie w Normandii
  - Bitwa o Monte Cassino
  - Bitwa o Mont Ormel
  - Operacja Market Garden
  - Bitwa o Ankonę
  - Bitwa o Bolonię
- Polskie Siły Zbrojne w ZSRR 1943-1945:
  - Bitwa pod Lenino
  - Operacja pomorska
  - Operacja wiślańsko-odrzańska
  - Bitwa pod Studziankami
  - Bitwa o Berlin
  - Operacja praska
  - Bitwa pod Budziszynem
- Akcje polskiego podziemia:
  - Powstanie zamojskie 1942–1944
  - Akcja Góral 1943
  - Akcja Główki 1943–1944
  - Akcja „Burza” 1944
    - Operacja „Ostra Brama”
    - Powstanie we Lwowie
    - Powstanie warszawskie

  - Zamachy Gwardii Ludowej na Café Club
  - Bitwa na Porytowym Wzgórzu

Ponadto Amerykanie pochodzenia polskiego wzięli udział we wszystkich ważniejszych kampaniach z udziałem wojsk amerykańskich na froncie zachodnim i w wojnie na Pacyfiku.